# Godzilla X Mechagodzilla
Pour les articles homonymes, voir Godzilla.
Série Millenium
Godzilla, Mothra et King Ghidorah
(2001) Godzilla, Mothra, Mechagodzilla: Tokyo S.O.S.
(2003)
Pour plus de détails, voir Fiche technique et Distribution.
Godzilla X Mechagodzilla (ゴジラ×メカゴジラ, Gojira tai Mekagojira) ou Godzilla vs Mechagodzilla 3 (ゴジラ×メカゴジラ, Gojira tai Mekagojira) est un film japonais réalisé par Masaaki Tezuka, sorti le 14 décembre 2002.
Il s'agit de la suite directe qui reprend la continuité à partir de Godzilla vs Mothra sorti en 1964.

## Synopsis
Au lendemain de la venue du premier Godzilla en 1954, le gouvernement japonais met en place une force spécialisée dans la destruction des monstres. Très efficace, celle-ci résiste à bien des envahisseurs, mais pas à la venue d'un autre Godzilla en 1999. Le gouvernement japonais ne s'avoue pas vaincu et décide de créer un robot, Kiryu, à partir de la technologie de pointe et du squelette du tout premier Godzilla, pour le combattre. Akane Yashiro est nommée pilote. Cependant, la conscience du premier Godzilla se retrouve dans le corps du robot et prend le contrôle de Kiryu pour faire des ravages. 

## Fiche technique
- Titre : Godzilla X Mechagodzilla
- Autre titre : Godzilla vs Mechagodzilla 3'
- Titre original : ゴジラ×メカゴジラ (Gojira tai Mekagojira)
- Titre anglais : Godzilla Against MechaGodzilla
- Réalisation : Masaaki Tezuka
- Scénario : Wataru Mimura
- Production : Shogo Tomiyama et Takahide Morichi
- Musique : Michiru Oshima
- Photographie : Masahiro Kishimoto
- Montage : Shinichi Fushima et Shinichi Natori
- Pays d'origine : Japon
- Langue : Japonais
- Format : Couleurs - 2,35:1 - Dolby Digital - 35 mm
- Genre : Action et science-fiction
- Durée : 88 minutes
- Date de sortie : Japon 14 décembre 2002

## Distribution
- Yumiko Shaku : Akane Yashiro
- Shin Takuma : Tokumitsu Yuhara
- Kana Onodera : Sara Yuhara (fille de Tokumitsu)
- Koh Takasugi : Lieutenant de la JSDF Togashi
- Jun'ichi Mizuno : Premier lieutenant de la JSDF Sekine
- Yûsuke Tomoi : Second lieutenant de la JSDF Hayama
- Akira Nakao : Premier Ministre Hayato Igarashi (en 2003)
- Kumi Mizuno : Premier Ministre Machiko Tsuge (en 1999)
- Takeo Nakahara : Chef de la JSDF Hitoyanagi
- Yoshikazu Kanou : Hishinuma
- Kôichi Ueda : Dobashi
- Akira Shirai : Shinji Akamatsu
- Midori Hagio : Kaori Yamada
- Naomasa Rokudaira : Gorou Kanno
- Shinji Morisue : Premier lieutenant Hayama (frère du second lieutenant Hayama)
- Misato Tanaka : Infirmière Tsujimori
- Hideki Matsui : Lui-même
- Tsutomu Kitagawa : Godzilla / Pilote de char d'assaut
- Hirofumi Ishigaki :Kiryu / Pilote de char d'assaut

## Autour du film
- Le joueur de baseball japonais Hideki Matsui, membre des Yankees de New York depuis 2003, fait une apparition dans le film sous son propre rôle. On le voit effectuer un homerun en direction de Godzilla, puis un peu plus tard, amener un groupe d'enfants en lieu sûr durant l'évacuation de Shinagawa. Son surnom au Japon est Gojira, qui est le nom original de Godzilla.
- Le cinéaste fait une petite apparition dans le film en tant qu'agent de maintenance marchant près d'Akane dans la scène précédant le générique de fin.
- Le nom de Kiryu peut être traduit par « Dragon machine » ou « Dragon mécanisé »